# Aicart del Fossat
Aicart del Fossat (fl. 1250–68) est un troubadour originaire du Fossat dans l'Ariège. 

## Biographie
Il lui est attribué un sirventès et un partimen (tenson) avec Girardo Cavalazzi.
Le sirventès est un chant de guerre où le poète se félicite de la lutte qui va commencer entre Charles d'Anjou et un prince qu’il nomme Conrad et qui est en réalité Conradin. Il s’agit de la bataille de Tagliacozzo (1268) où le poète est supposé être décédé. Le partimen, Si paradis et enfernz son aital, est un débat sur la nature du paradis et de l'enfer (ca 1250). Sur le manuscrit de Bergame par lequel ce partimen nous est connu, les débateurs sont uniquement nommés Aicart et Girart, mais ils ont été depuis longtemps identifiés à Aicart del Fossat et Girardo Cavalazzi.